# Pisidium ultramontanum
Pisidium ultramontanum är en musselart som beskrevs av Cecil Thomas Prime 1865. Pisidium ultramontanum ingår i släktet Pisidium och familjen ärtmusslor. IUCN kategoriserar arten globalt som sårbar. Inga underarter finns listade i Catalogue of Life.